# Renzo Alverà
Renzo Alverà (né le 17 janvier 1933 à Cortina d'Ampezzo et mort le 15 mars 2005 à Cortina d'Ampezzo) était un bobeur italien qui a pris part aux compétitions dans les années 1950 et 1960.

## Biographie
Il participe aux Jeux olympiques d'hiver de 1956 à Cortina d'Ampezzo où il remporte deux médailles d'argent (une en bob à 2, l'autre en bob à 4) puis son premier titre aux championnats du monde en 1957 en bob à 2 (et une médaille d'argent en bob à 4). Il obtient cinq nouveaux titres mondiaux  en 1958, 1959 et 1960 en bob à 2 et en 1960 et 1961 en bob à 4.

## Palmarès

### Jeux Olympiques
- : médaillé d'argent en bob à 4 aux JO 1956.
- : médaillé d'argent en bob à 2 aux JO 1956.

### Championnats monde
- : médaillé d'or en bob à 2 aux championnats monde de 1957, 1958, 1959 et 1960.
- : médaillé d'or en bob à 4 aux championnats monde de 1960 et 1961.
- : médaillé d'argent en bob à 4 aux championnats monde de 1957.